# Andrew Price Morgan
Andrew Price Morgan ( 27 de octubre de 1836 , Centerville , Dayton, Ohio - 1907) fue un botánico, briólogo, y micólogo estadounidense.

## Biografía
Morgan trabajó como maestro en Dayton. Estudió la botánica del Gran Miami River, y publicó en 1878, la „Flora of the Miami River, Ohio“. También mostró interés particular en la micología y en la briología. Fue el Mentor de Curtis Gates Lloyd, que también fue un destacado botánico y micólogo. Su correspondencia con Lloyd se almacena en la "„Lloyd Library and Museum“ (Biblioteca y Museo Lloyd)" de Cincinnati.

## Otras publicaciones
- -----------, Giovanni Battista De Toni. 1887. The genus Geaster. Ed. American Naturalist. 4 pp.
- 1890. Mycologic observations
- 1896. The student's plant record: especially adapted to Wood's botanies. Ed. A.S. Barnes. 4 pp.
- 1905. North American species of Marasmius

### Libros
- 1881. Artificial keys to the natural orders of a flora of the Miami Valley, Ohio. Ed. J. W. Johnson. 32 pp.
- -----------, Charles Horton Peck, William Gilson Farlow. 1887. Mycologic flora.
- 1889. North American fungi
- 1892. North American Helicosporae. 52 pp.
- Mordecai Cubitt Cooke, George Abraham Rex, Elias Judah Durand, Andrew Price Morgan, Thomas Huston Macbride. 1895. Myxomycetes of the United States
- 1906. North American species of Lepiota. 42 pp.
- 1907. Fungi and Myxomycetes

## Honores
Epónimos
- Boletus morgani Peck
- Polyporus morgani Frost
- Lepiota morgani („veneno parasol“)
- Russela morgani
- Cantharellus morgani Peck
- Hypoxylon morgani Ellis & Everh.

En honor a su esposa, nombró al Hygrophorus laurae – heute: Limacium laurae (Morgan) Singer
- La abreviatura «Morgan» se emplea para indicar a Andrew Price Morgan como autoridad en la descripción y clasificación científica de los vegetales.[2]